# Muzsnay Zsolt
Muzsnay Zsolt (Kolozsvár, 1965. június 20. –) román válogatott magyar labdarúgó.

## Mérkőzései a román válogatottban
| #  | Dátum               | Ellenfél      | Eredmény | Kiírás              | Esemény |
| -- | ------------------- | ------------- | -------- | ------------------- | ------- |
| 1. | 1984. július 31.    | Kína          | 1 – 0    | barátságos mérkőzés | 46'     |
| 2. | 1986. március 14.   | Irak          | 1 – 1    | barátságos mérkőzés | 46'     |
| 3. | 1987. április 8.    | Izrael        | 3 – 2    | barátságos mérkőzés |         |
| 4. | 1989. szeptember 5. | Csehszlovákia | 0 – 2    | barátságos mérkőzés | 70'     |
| 5. | 1990. április 3.    | Svájc         | 1 – 2    | barátságos mérkőzés |         |
| 6. | 1990. április 25.   | Izrael        | 4 – 1    | barátságos mérkőzés | 68'     |

## Sikerei, díjai
Royal Antwerp FC:
- Belga labdarúgókupa: 1992

## Fordítás
- Ez a szócikk részben vagy egészben  a   Zsolt Muzsnay című angol Wikipédia-szócikk fordításán alapul.  Az eredeti cikk szerkesztőit annak laptörténete sorolja fel. Ez a jelzés csupán a megfogalmazás eredetét és a szerzői jogokat jelzi, nem szolgál a cikkben szereplő információk forrásmegjelöléseként.